# 2010年アジア競技大会野球日本代表
2010年アジア競技大会野球日本代表（2010ねんアジアきょうぎたいかいやきゅうにっぽんだいひょう）は、2010年11月に中国・広州で行われた第16回アジア競技大会に出場するために編成された野球日本代表チームである。

## 概要
10月に第17回IBAFインターコンチネンタルカップが開かれ、日本代表は全員またはほとんどがプロの若手選手で編成されることがすでに5月の時点で決まっていたことから、全日本野球会議は今大会の代表をオールアマチュアで編成することを決め、6月には代表1次候補を発表。その後のシーズンの活躍を加味して9月に代表選手が発表された。大学生は1人のみが代表入り。30代のベテラン選手が5人選出されたのも特徴である。
大会には8チームが参加し、日本代表は開催国・中国、モンゴル、タイと同じ予選Ａ組となり、3戦全勝でA組1位となった。準決勝でB組(台湾、韓国、パキスタン、香港)2位だった台湾に敗れ、3位決定戦で中国に勝利し銅メダルを獲得した。

## 代表メンバー
No.は背番号。所属は選出当時。備考はその後の球歴。
| 位置   | No. | 氏名     | 所属                   | 年齢 | 備考                                                                          |
| ------ | --- | -------- | ---------------------- | ---- | ----------------------------------------------------------------------------- |
| 監督   | 30  | 小島啓民 | 三菱重工長崎元監督     | 46   |                                                                               |
| コーチ | 31  | 坂口雅久 | 立教大学元監督         | 59   |                                                                               |
| コーチ | 32  | 西正文   | 履正社学園前監督       | 49   | 永和商事ウイングコーチ（2012 - 2015）、監督（2016 - ）                        |
| コーチ | 33  | 中島彰一 | 住友金属鹿島前監督     | 44   |                                                                               |
| 投手   | 11  | 石田祐介 | 住友金属鹿島           | 28   |                                                                               |
| 投手   | 12  | 藤田卓史 | 東芝                   | 27   |                                                                               |
| 投手   | 13  | 山中浩史 | Honda熊本              | 25   | 福岡ソフトバンクホークス（2013 - 2014途）→東京ヤクルトスワローズ（2014途 - ） |
| 投手   | 14  | 小高幸一 | 鷺宮製作所             | 27   |                                                                               |
| 投手   | 15  | 須田幸太 | JFE東日本              | 24   | 横浜・横浜DeNAベイスターズ（2011 - 2018）→JFE東日本（2019 - ）                |
| 投手   | 16  | 榎田大樹 | 東京ガス               | 24   | 阪神タイガース（2011 - 2017）→埼玉西武ライオンズ（2018 - ）                   |
| 投手   | 17  | 美馬学   | 東京ガス               | 23   | 東北楽天ゴールデンイーグルス（2011 - 2019）→千葉ロッテマリーンズ（2020 - ）   |
| 投手   | 18  | 小林敦   | 七十七銀行             | 24   | 千葉ロッテマリーンズ（2011 - 2015）                                           |
| 投手   | 41  | 阿部次男 | 富士重工業             | 37   |                                                                               |
| 捕手   | 2   | 上田祐介 | NTT東日本              | 26   |                                                                               |
| 捕手   | 23  | 佐伯亮   | Honda                  | 31   |                                                                               |
| 内野手 | 3   | 橋本拓也 | JFE西日本              | 24   |                                                                               |
| 内野手 | 4   | 久米健   | 三菱重工長崎           | 29   |                                                                               |
| 内野手 | 5   | 岩下知永 | 日本生命               | 26   |                                                                               |
| 内野手 | 6   | 多幡雄一 | Honda                  | 28   |                                                                               |
| 内野手 | 7   | 上野翔   | JR四国                 | 26   |                                                                               |
| 内野手 | 8   | 池邉啓二 | JX-ENEOS               | 28   |                                                                               |
| 内野手 | 9   | 横山憲一 | 三菱重工神戸           | 29   |                                                                               |
| 内野手 | 19  | 西郷泰之 | Honda                  | 38   |                                                                               |
| 外野手 | 1   | 北道貢   | NTT東日本              | 29   |                                                                               |
| 外野手 | 10  | 渡部英紀 | 三菱重工横浜           | 34   |                                                                               |
| 外野手 | 24  | 川﨑成晃 | 熊本ゴールデンラークス | 24   | 東京ヤクルトスワローズ（2011 - 2015）                                         |
| 外野手 | 26  | 林稔幸   | 富士重工業             | 30   |                                                                               |
| 外野手 | 29  | 伊藤隼太 | 慶應義塾大学           | 21   | 阪神タイガース（2012 - ）                                                     |

## 競技結果

### 第一ラウンド
日本  18 - 0 (5回コールド)  タイ
 日本  3 - 0  中華人民共和国
 日本  24 - 0 (5回コールド)  モンゴル

### 準決勝
日本  3 - 4  チャイニーズタイペイ

### 3位決定戦
日本  6 - 2  中華人民共和国